# フィロメナ (聖人)
フィロメナ (Philomena, Filomena) は、かつてカトリック教会で崇敬されていた殉教した少女である。4世紀に殉教した若いギリシャの地方総督の娘であったと言われている。
1961年2月14日、ローマ教皇庁はフィロメナの名前をすべての典礼暦から外すよう命じた。

## 概要
フィロメナに対する崇敬は、プリシラのカタコンベでの殉教者であると解釈された少女の遺骨の発見後である19世紀初期に始まった。フィロメナについての詳細は何も知られていなかったが、墓で見つかったラテン語の銘により、聖人の名前がフィルメナ（フィロメナ）であるとされた。
亡骸は1805年にムニャーノ・デル・カルディナーレに移されて崇敬の的となり、広く評判となった1935年の尊者ポリーヌ・ジャリコーの治癒を含む幾つかの奇蹟がフィロメナの取り次ぎによると信じられた。聖ジャン＝マリー・ヴィアンネ神父は、他の人が彼に帰した特別な治癒をフィロメナに帰した。
フィロメナの生涯と殉教の詳細は、ナポリの修道女の幻視を元にして広まった。それは以下のようなものである。
3世紀前後、ローマ皇帝ディオクレティアヌスはキリスト教徒を激しく迫害していたが、同じ頃、信仰に篤いフィロメナは聖アグネスの幻視を受け、自分の運命を知った。皇帝の結婚の申し出を拒んだフィロメナは投獄され、槍で突かれたり、矢で射抜かれたり、むち打ちを受けたり、水に沈められたりしたが、天使の助けによって奇跡的に死を免れた。最後はキリスト教徒の数が海の砂ほど多くなるのを預言し、首を刎ねられて殉教した。斬り落とされた首は微笑みを浮かべ、後光が取り巻いていたと言われている。
全世界で使われるローマ典礼暦にフィロメナの祝日は含まれなかったが、1837年以降は一部の場所で認可された。1920年の典型的なローマ典礼書には、ミサ典礼が用いられる場所が殉教した乙女が一般的であり、聖人に適当な者がいない箇所であるという指示と共に、8月11日にフィロメナに対する言及がある。
しかし1961年2月14日、ローマ教皇庁はフィロメナの名前をすべての典礼暦から外すよう命じた。したがって、自発教令「スンモールヌム・ポンティフィクム」によりローマ典礼の特別な方式として使われている1962年版のローマ典礼書は、フィロメナについて触れていない。